# أيتام العاصفة
أيتام العاصفة (بالإنجليزية: Orphans of the Storm) هو فيلم صامت دراما أمريكي إنتاج عام 1921، من إخراج ديفيد غريفيث وبطولة ليليان غيش، دوروثي غيش، جوزيف شيلدكروات، فرانك لوسي ومورغان والاس. حقق الفيلم إيرادات بلغت 3 مليون دولار.

## روابط خارجية
- أيتام العاصفة على موقع IMDb (الإنجليزية)
- أيتام العاصفة على موقع روتن توميتوز (الإنجليزية)
- أيتام العاصفة على موقع نتفليكس (الإنجليزية)
- أيتام العاصفة على موقع ألو سيني (الفرنسية)
- أيتام العاصفة على موقع Turner Classic Movies (الإنجليزية)
- أيتام العاصفة على موقع أول موفي (الإنجليزية)
- أيتام العاصفة على موقع فيلمافينيتي (الإسبانية)
- أيتام العاصفة على موقع قاعدة بيانات الأفلام السويدية (السويدية)
- أيتام العاصفة على موقع قاعدة بيانات الفيلم (الإنجليزية)
- أيتام العاصفة على موقع ليتربوكسد (الإنجليزية)